# Élevage bovin en Allemagne

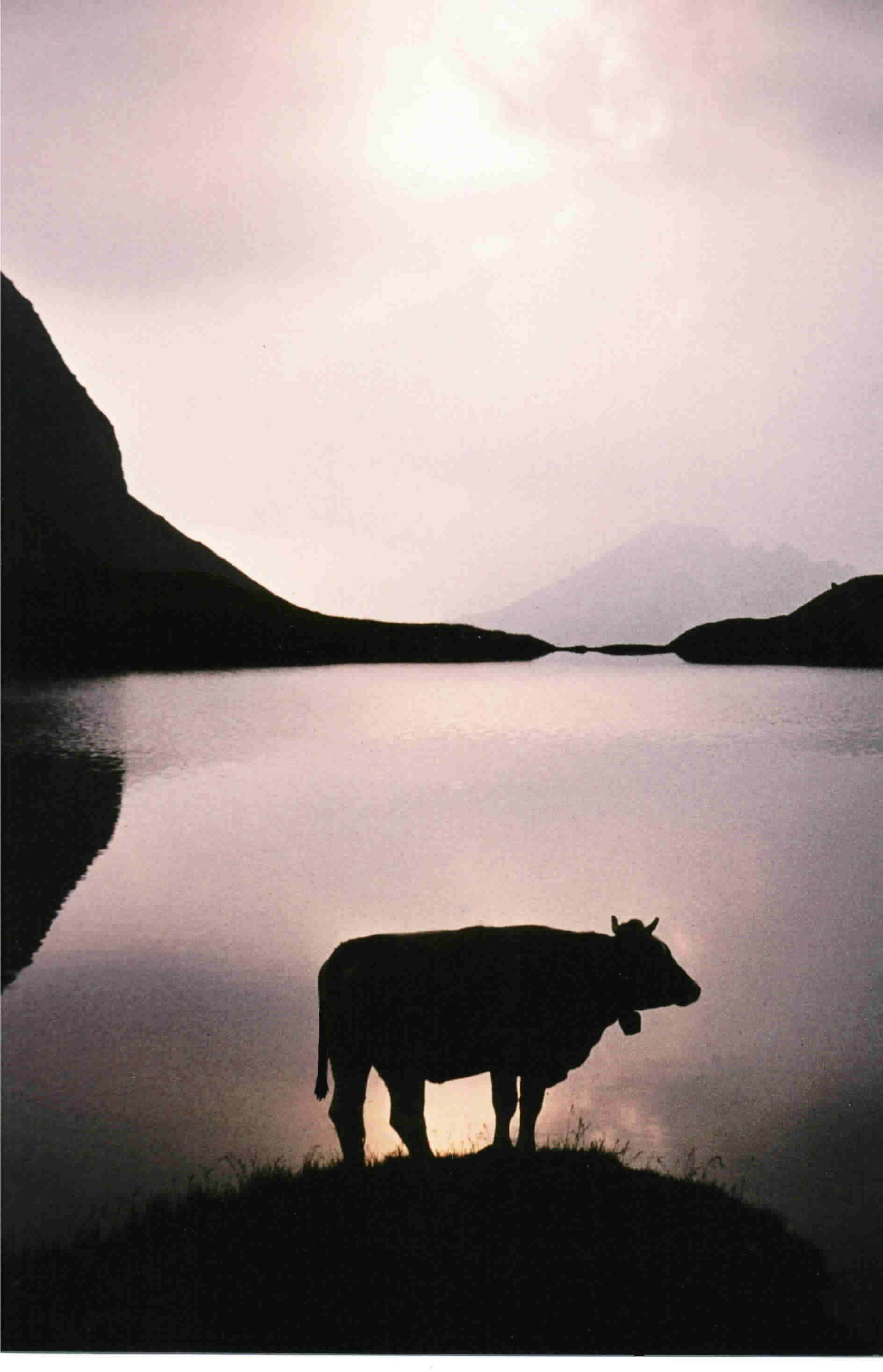
Vache sur les bords du lac Rappensee, au sud d'Obersdorf (Souabe).

L'Allemagne, pays carrefour du nord de l'Europe, est un lieu de métissage bovin depuis très longtemps.[évasif]

## Origines
- Aurochs : cet ancêtre des races actuelles peuplait déjà la grande plaine germano polonaise il y a 30 000 ans avant de disparaître en 1627. Deux Allemands, les frères Heck ont créé une race, l'aurochs de Heck, qui reprend couleur, morphologie et cornes, de l'aurochs. Il mesure toutefois à peine 1,30 m au garrot. (contre près de 2 m pour son ancêtre)
- Rameau pie rouge des montagnes : il est arrivé dans les massifs montagneux depuis la Suisse toute proche. Il a donné une grande variété de races mixtes dont la plus importante est la fleckvieh.
- Rameau brun : il est arrivé dans le sud du pays avec les Huns[réf. nécessaire]. Il a donné des races mixtes à tendance laitières. Il a été amélioré au XIXe siècle par la braunvieh suisse.
- Rameau des races bovines du littoral de la mer du Nord : Il s'agit d'un rameau formé du métissage de l'aurochs et de races amenées par les peuples germaniques au début du premier millénaire. Il a donné des races de grandes tailles bouchères, mixtes ou laitières.
- Rameau rouge de la Baltique: Il s'agit d'un rameau autochtone du nord du pays. Il pourrait avoir été ramené de Prusse-Orientale par les chevaliers Teutoniques. Il a donné des races essentiellement laitières.
- Rameau nordique : Il est arrivé au XVIIe siècle lors de la guerre de Trente Ans, apporté par les armées suédoises. Il a donné la pinzgauer en Autriche, introduite en Allemagne dans les années 1960.

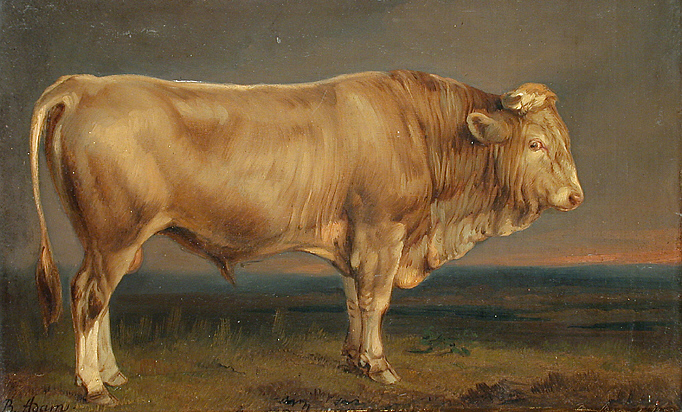
Taureau bavarois, tableau du XIXe siècle.

## Élevage ancien
L'histoire allemande a été marquée par le morcellement de son territoire. Cet état de fait a engendré une multitude de race, les échanges étant coûteux en péages. Deux groupes de populations se sont mises en place.
- Dans les plaines du nord du pays, des races rouge ou pie noire ont été élevées. Le territoire riche était cultivé. Pour ces vastes étendues, le cheval de trait était nécessaire et les vaches ont été sélectionnées sur le caractère principalement laitier.
- dans les massifs montagneux du sud du pays, des races grises et pie rouge donnaient du lait mais aussi leur force de travail. La surface cultivée était moindre, il n'y avait donc pas besoin de race de cheval de trait. Les vaches ont donc conservé une mixité indispensable.

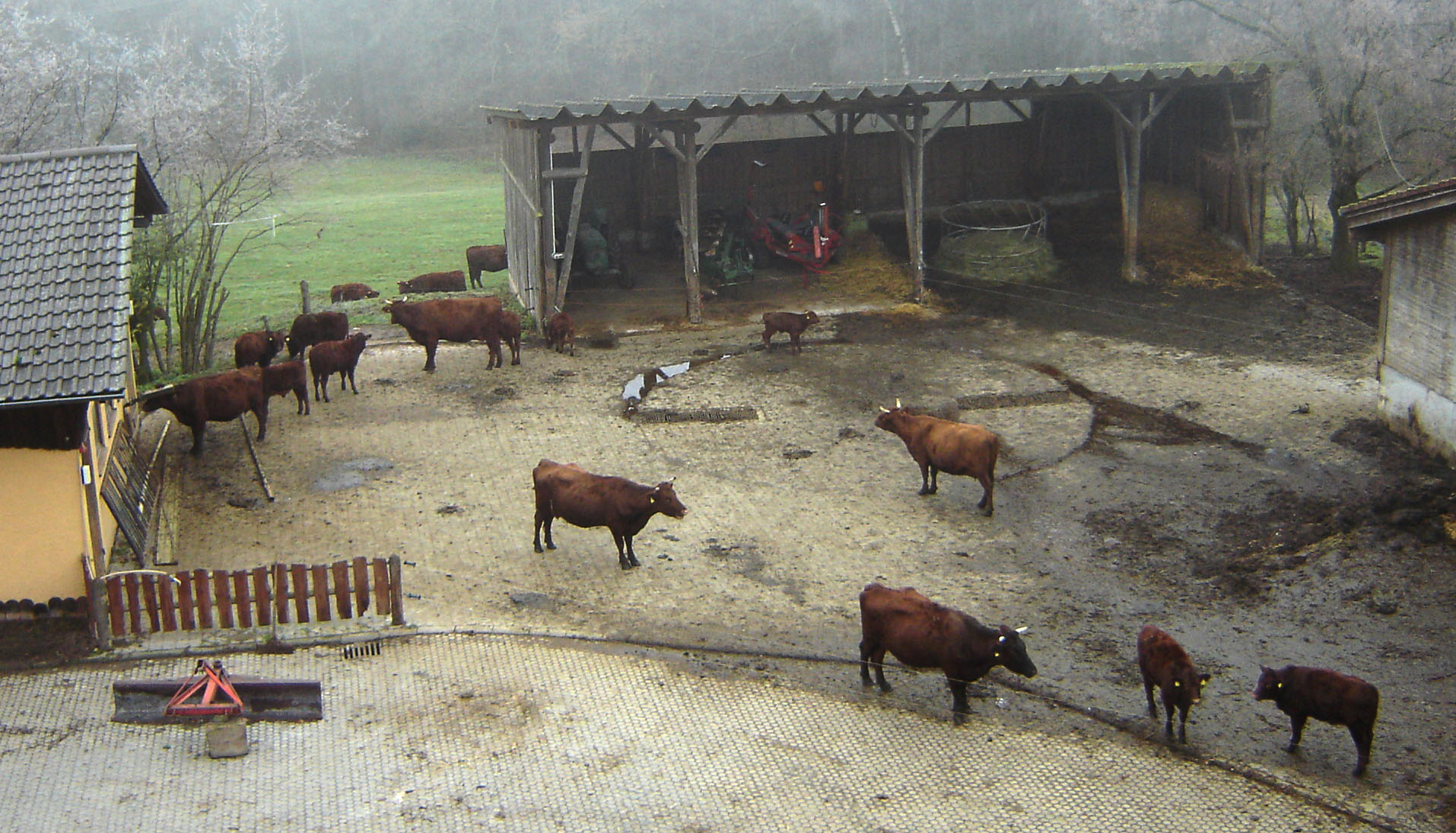
Vaches du rameau rouge de la Baltique dans une cour de ferme sur le massif de la Rhön.

## Élevage moderne
La partition du pays entre le nord et le sud est toujours d'actualité. La plaine du nord produit de grandes quantités de lait destiné à l'industrie agroalimentaire avec des races hautement spécialisées. Le sud s'est mécanisé, mais les races de travail ont donné aujourd'hui de bonnes races bouchères. Ainsi, il produit de la viande mais aussi d'excellents fromages traditionnels avec des races rustiques d'alpage. Ces dernières, croisées avec une race bouchère, donnent par ailleurs de bons veaux.

## Races actuelles

### Races autochtones
| Race                   | Photo | Production          | Homonymes                             | Régions             | Remarques                                                                                     |
| ---------------------- | --- | ------------------- | ------------------------------------- | ------------------- | --------------------------------------------------------------------------------------------- |
| Angeln                 | gravure couleur d'un taureau rouge à encolure massive et arrière-train plus fin. | Laitière            | Angler Rotvieh, Schlesisches Rotvieh  | Schleswig-Holstein  | Issue du rameau rouge de la Baltique.                                                         |
| Ansbach Triesdorfer    | photo couleur d'une tête de vache blanche à taches rouges dur les yeux, le nez et le cou. Elle ne porte pas de cornes et son front a des poils bouclés.                               | Mixte               |                                       | Franconie           | Issue de métissage au XVIIIe siècle.                                                          |
| Aurochs de Heck        | photo couleur d'un taureau noir à flancs fauve foncé. Ses cornes sont dressées vers l'avant. Sa silhouette est musclée et charpentée.                                                 | Sauvage reconstitué | Neo-Aurochs, Aurox                    |                     | Croisement de nombreuses races primitives.                                                    |
| Deutsches Braunvieh    | Photo couleur d'une vache à robe gris-brun clair. Sa tête porte des cornes en croissant ouvert vers le haut et des oreilles velues. Elle a une stature musclée et des pis développés. | Laitière            | Allgau                                | Bavière             | Race allemande fortement apparentée à la brune de Suisse.                                     |
| Deutsches Rotbunte     | Photo couleur d'une vache rouge à tête, ventre et pattes blanc. Elle est dépourvue de cornes et à une mamelle développée.                                                             | Laitière            |                                       |                     | Proche parente de la Meuse-Rhin-Yssel néerelandaise et de la pie rouge des plaines française. |
| Deutsches schwarzbunte | Photo couleur de trois vaches pie noir vues de l'arrière. On distingue leur mamelle très développée et leurs cuisses plates à ossature proéminente.                                   | Laitière            |                                       |                     | Fait partie de la grande famille des Holstein.                                                |
| Fleckvieh              | photo couleur d'une vache pie rouge clair. Elle a une morphologie trapue et musclée et une mamelle développée.                                                                        | Laitière            | Deutsches Simmental ou Höhenfleckvieh | bavière             | Proche cousine de la Simmental Suisse.                                                        |
| Gelbvieh               | Photo couleur d'une vache rouge et son veau lors d'"un concours. La vache porte un ruban attribué comme prix. Les deux animaux ont une ligne dorsale rectiligne et pas de cornes.     | Bouchère            | Frankenvieh                           | Franconie, Thuringe | Issue de métissage au XVIIIe siècle.                                                          |
| Glan rind              | Photo couleur d'une vache blonde à muqueuses claires. (mufle, tour des yeux) Ses cornes sont coupées court et sa stature est harmonieuse.                                             | Bouchère            |                                       | Palatinat rhénan    | Issue de métissage au XVIIIe siècle.                                                          |
| Harzer rotvieh         | photo couleur d'une vache rouge acajou sombre à poils longs. Elle a des cornes moyennement longues et une mamelle peu apparente.                                                      | Laitière            |                                       | Harz                |                                                                                               |
| Hinterwälder           | Photo couleur d'une vache pie rouge à longues cornes. Le rouge de la robe est marqué de zones plus claires en polygone. Les pattes sont courtes.                                      | Laitière            |                                       | Forêt-Noire         | Appartient au rameau Pie rouge des Montagnes                                                  |
| Limpurg                | Photos couleur d'un troupeau de vaches rouges, vu de loin dans un pâturage. | Bouchère            | Limpurger                             | Wurtemberg          | Issue de métissage au XVIIIe siècle.                                                          |
| Vogelsberger           | photo couleur d'une vache rouge sombre et son veau dans un box paillé. La vache porte de courtes cornes perpendiculaires au front. Sa silhouette est fine et la mamelle développée.   |                     | Rotes Höhenvieh                       | Hesse               | Appartient au rameau rouge de la Baltique.                                                    |
| Uckermärker            | Photo couleur d'un taureau blanc couché dans la paille. Il est musclé, a un cou développé, pas de cornes et des poils bouclés au niveau de la tête et du cou.                         | Bouchère            |                                       |                     | Métissage récent de simmental et charolais                                                    |
| Vordelwalder           | Photo couleur de vaches pie rouge couchées dans une étable. Elles portent des cornes courtes en croissant vers le haut ou le long des joues.                                          | Laitière            |                                       | Forêt-Noire         | Appartient au rameau pie rouge des montagnes.                                                 |
| Wittgensteiner blazed  | |                     |                                       |                     |                                                                                               |

Un certain nombre de races font l'objet d'amélioration par sélection génétique, voire par introduction de semence d'autre races hautement productives. Face à cet état de fait, quelques éleveurs veulent garder leur race pure et refusent de métisser leur troupeau. À terme une scission des registres d'élevage pourrait avoir lieu entre race améliorée et race originelle. Ce cas existe pour les races angler rotvieh, braunvieh, deutsches schwarzbunte ou rotbunte. À l'inverse, une sélection des qualités bouchères de races mixtes conduit à la création de populations bouchères au sein de ces races. C'est le cas des fleckvieh, gelbvieh, hinterwälder, Murnau-werdenfels ou vorderwälder.

### Races introduites en provenance d'autres pays
| Race                          | Photo | Production | Homonyme ou nom local | Régions | Remarques                         |
| ----------------------------- | ----- | ---------- | --------------------- | ------- | --------------------------------- |
| Aubrac                        |       | Bouchère   |                       |         | Introduite de France              |
| Blanc bleu belge              |       | Bouchère   | Weissblau Belgier     |         | Introduite de Belgique            |
| Blonde d'Aquitaine            |       | Bouchère   |                       |         | Introduite de France              |
| Brahmane                      |       | Bouchère`  | Brahman               |         | Introduite                        |
| Charolaise                    |       | Bouchère   | Charolais             |         | Introduite de France              |
| Chianina                      |       | Bouchère   |                       |         | Introduite d'Italie               |
| Deutsches Angus (race bovine) |       | Bouchère   |                       |         | Introduite du Royaume-Uni         |
| Shorthorn                     |       | Bouchère   |                       |         | Introduite du Royaume-Uni         |
| Dexter                        |       | Bouchère   |                       |         | Introduite du Royaume-Uni         |
| Evolène                       |       | Bouchère   | Evolener              |         | Introduite de Suisse              |
| Fjall                         |       | Laitière   | Fjaellrind            |         | Introduite de Suède               |
| Galloway                      |       | Bouchère   |                       |         | Introduite du Royaume-Uni         |
| Hereford                      |       | Bouchère   |                       |         | Introduite du Royaume-Uni         |
| Highland                      |       | Bouchère   |                       |         | Introduite du Royaume-Uni         |
| Jersiaise                     |       | Laitière   |                       |         | Introduite du Royaume-Uni         |
| Lakenvelder                   |       |            | Lakenvelder rind      |         | Introduite des Pays-Bas           |
| Limousine                     |       | Bouchère   | Limousin              |         | Introduit de France               |
| Lincoln red                   |       | Bouchère   |                       |         | Introduit du Royaume-Uni          |
| Longhorn                      |       | Bouchère   |                       |         | Introduit du Royaume-Uni          |
| Luing                         |       | Bouchère   |                       |         | Introduit du Royaume-Uni          |
| Maine-Anjou                   |       | Bouchère   |                       |         | Introduit de France               |
| Murray grey                   |       | Bouchère   |                       |         | Introduit d'Australie             |
| Piemontese                    |       | Bouchère   | Piemonteser           |         | Introduite d'Italie               |
| Pinzgauer                     |       |            |                       |         | Introduite d'Autriche             |
| Pustertaler                   |       |            |                       |         | Introduite d'Italie ou d'Autriche |
| Salers                        |       | Bouchère   |                       |         | Introduite de France              |
| Vosgienne                     |       | Laitière   | Vogesen rind          |         | Introduite de France              |
| Wagyu                         |       | Bouchère   |                       |         | Introduite du Japon               |
| Welsh black                   |       | Bouchère   |                       |         | Introduit du Royaume-Uni          |
| White park                    |       | Bouchère   |                       |         | Introduit du Royaume-Uni          |